# Mathieu Laine
 (mars 2021).
L'article doit être relu — et modifié si nécessaire — par des contributeurs indépendants pour apporter un regard critique aux contributions effectuées en violation des conditions d'utilisation de Wikipédia, tant sur la forme (notamment concernant le style encyclopédique, la proportionnalité) que sur le fond (la neutralité de point de vue, la qualité et l'indépendance des sources).
 (décembre 2020).
Pour les articles homonymes, voir Laine.
Mathieu Laine, né le 9 avril 1975 à Lille, est un entrepreneur et essayiste français.
Il est le fondateur d'Altermind, un cabinet de conseil aux dirigeants qu’il dirige aujourd’hui. En parallèle, il publie régulièrement dans la presse et des ouvrages concernant le libéralisme.

## Biographie

### Formation
Fils d'un couple de médecins (cardiologue et pédiatre), petit-fils de l'héritière de la famille Lesaffre, il grandit à Saint-Omer dans un milieu catholique. Après avoir découvert la pensée libérale au lycée, il intègre Sciences Po mais abandonne le cursus dès sa première année pour rejoindre le mouvement Idées action d’Alain Madelin au sein duquel il restera trois ans,,. Il participe à ce titre à la campagne présidentielle de Jacques Chirac de 1995,. 
Il reprend finalement ses études pour devenir avocat expliquant qu'il souhaitait un métier lui procurant un certain confort de vie et une liberté. Il est diplômé du master finance de Sciences Po en 2001.

### Carrière
Mathieu Laine a été avocat d’affaires de 2001 à 2007. Il travaille alors chez Bredin Prat, puis August Debouzy et Brandford-Griffith,. En 2005, il rejoint le conseil d'administration de l'Association pour la liberté économique et le progrès social (ALEPS).
En 2007, il crée Altermind, société de conseil en stratégie aux dirigeants dont le modèle consiste à conjuguer l'intervention de professionnels du secteur avec celle d'universitaires,. Il travaille son « riche réseau » en conseillant de nombreuses personnalités du monde des affaires,,, et en revendiquant une proximité avec le monde politique. Selon Le Monde, l'entreprise, inscrite au registre des « représentants d’intérêts » de la HATVP, oscille « entre recherche, lobbying et communication ». 
En 2009, il devient conseiller de la Fondation pour l’innovation politique et pilote la réflexion sur le sujet de la croissance.
En 2010, il accepte un contrat avec LVMH. Anne Méaux considère le choix de ce nouveau client comme une « trahison de son protégé » puisqu'elle conseille de son côté Hermès dont LVMH veut prendre le contrôle à l'époque. Elle quitte alors Altermind en lui revendant ses parts,,.
Il soutient[Quand ?]  qu'il aurait « fait accepter la fusion entre FNAC et Darty en réussissant à inclure les ventes en ligne dans le marché de références considéré par l’Autorité de la concurrence ».  
En 2019, il est nommé professeur affilié d’humanités politiques à Sciences Po.

### Engagements politiques

#### Conseils aux candidats Fillon et Macron
Issu de la même promotion à Sciences-Po (1999-2001) qu'Emmanuel Macron, les deux hommes se seraient retrouvés en 2009 alors que Mathieu Laine souhaitait présenter l'un de ses clients à un associé de la banque Rothschild,. 
En avril 2016, il explique qu'il a accepté de conseiller deux candidats à la présidentielle, Emmanuel Macron et François Fillon, avec l’accord des deux hommes et exprime l’idée que pour la première fois il y aurait deux candidats libéraux à la présidentielle, l'un, libéral progressiste, l'autre, libéral-conservateur. Néanmoins, la fonction de « conseiller » de François Fillon est contestée par deux membres de l'équipe du candidat ; Mathieu Laine aurait simplement « organisé deux dîners avec des patrons ». À la suite des révélations concernant le candidat LR, il se rallie définitivement à Emmanuel Macron. 
Une fois le président élu, il figure parmi ceux qui l'invitent à lancer les réformes fiscales dès le début de son mandat, plutôt que d’attendre l’année 2019 comme le souhaite à l'époque le Premier ministre, Edouard Philippe,. S'il affirme avoir une relation d'amitié avec le président, des sources de l'Elysée nuancent fortement ce point en évoquant de rares rencontres en présence d'autres individus,. Libération précise à ce sujet qu'il « agace certains proches du chef de l'Etat », ceux-ci estimant qu'il met trop en avant cette relation pour son propre intérêt.

#### Libéralisme
Mathieu Laine a écrit régulièrement pour Challenges, et Le Point. Il est également chroniqueur au Figaro ainsi qu'aux Échos.
Il développe des analyses sur la liberté individuelle. Il dénonce ce qu'il estime être un interventionnisme excessif, le socialisme contemporain qu'il identifie autant à droite qu'à gauche et présente « la puissance et le primat de la liberté » comme la voie salutaire pour la France.
Qualifié d'ultra-libéral par Marianne, il préside l'Institut Coppet dont l'objet est de défendre le patrimoine libéral français.

### Écriture
Dans son premier ouvrage, La Grande Nurserie, publié en 2006, il dénonce ce qu'il considère comme la dérive liberticide du tout-interdit infantilisant de « l’État Nounou ». Selon lui, le principe de précaution est inefficace et a un effet asphyxiant sur les individus. Il propose a contrario une approche libérale axée sur une responsabilisation accrue des personnes et un allègement de l’autorité étatique.
Post Politique, publié en 2009, dépeint un pouvoir politique archaïque et pose les bases d’une société post-politique où l’individu autonome abandonne l’idée d’un pouvoir politique omniprésent et tout puissant[source insuffisante]. 
En 2012, il dirige le Dictionnaire du libéralisme,,.
Il a par ailleurs écrit le texte du conte musical pour enfants, Le Roi qui n’aimait pas la musique. La composition musicale a été réalisée par Karol Beffa. Divers artistes ont participé. En novembre 2017, Roselyne Bachelot évoque favorablement ce projet dans l'une de ses chroniques sur France Musique. Le spectacle est joué dans une école de Bagneux en septembre 2019 à l’occasion de la « Rentrée en musique » pour encourager la pratique musicale dans les quartiers défavorisés,.

### Vie privée
Mathieu Laine a été marié avec Éléonore Salin, fille de l'économiste Pascal Salin, avec qui il a eu deux enfants. Divorcé, il s'est remarié avec Alix Foriel-Destezet, fille de Philippe Foriel-Destezet (fondateur du groupe Adecco), avec qui il a deux filles,.

## Prix
- 2009 : Prix Edgar Faure pour Post Politique[26]
- 2012 : Prix Édouard-Bonnefous de l’Académie des sciences morales et politiques pour le Dictionnaire du libéralisme[27]

## Ouvrages
- La Grande Nurserie : En finir avec l'infantilisation des Français, Jean-Claude Lattès, 2006, 251 p. (ISBN 2709625059)
- avec Jörg Guido Hülsmann (dir.), L'Homme libre : mélanges en l'honneur de Pascal Salin, Les Belles Lettres, 2006, 529 p. (ISBN 2251443142)
- La France est foutue, Jean-Claude Lattès, 2007, 131 p. (ISBN 2709629232)
- Post politique, Jean-Claude Lattès, 2009, 286 p. (ISBN 9782709630016)
- Mathieu Laine (dir.), Dictionnaire du libéralisme, Éditions Larousse, coll. « À présent », 2012, 640 p. (ISBN 978-2-03-584185-8)
- avec Patrice Huerre, La France adolescente, Jean-Claude Lattès, 2013, 260 p. (ISBN 978-2709638043)
- Mathieu Laine, Dictionnaire amoureux de la liberté, Plon, coll. « Dict. amoureux », 2016, 846 p. (ISBN 978-2259221467)
- avec Jean-Philippe Feldman, Transformer la France, Plon, 2018, 288 p. (ISBN 978-2259252164)
- Il faut sauver le monde libre, Plon, 2019, 200 p. (ISBN 978-2259277150)
- Infantilisation : Cet État-nounou qui vous veut du bien, Presses de la Cité, 2021, 224 p. (ISBN 978-2258195967)
- La compagnie des voyants, Grasset, 2023 (ISBN 9782246824770)